# Zoltán Verrasztó
Zoltán Verrasztó, född 15 mars 1956, är en ungersk före detta simmare som vann ett silver och ett brons vid OS 1980.
Verrasztó deltog även vid OS 1972 och 1976 samt vann VM-guld 1975 på 200 meter ryggsim.

### Fotnoter
1. ↑  ”Zoltán Verrasztó Bio, Stats, and Results - Olympics at Sports.reference.com”. sportsreference.com. Sportsreference. Arkiverad från originalet den 28 juli 2011. https://web.archive.org/web/20110728065940/http://www.sports-reference.com/olympics/athletes/ve/zoltan-verraszto-1.html. Läst 9 september 2015.
2. ↑  ”Arkiverade kopian”. Arkiverad från originalet den 24 augusti 2015. https://web.archive.org/web/20150824021342/http://www.fina.org/H2O/docs/histofina/swimming_50m.pdf. Läst 21 augusti 2015. HistoFINA - SWIMMING MEDALLISTS AND STATISTICS AT FINA WORLD CHAMPIONSHIPS (50M) (engelska)